# تابع اغتشاش
تابع اغتشاش که با نام تابع تراکمی نیز شناخته می‌شود حداکثر هم‌بستگی بین اتم‌های ثابت و اتم‌های دیگر مجموعه را اندازه‌گیری می‌کند.

## فرمول
{\displaystyle \mu (p)=\max _{|\lambda |=p}\{\max _{j\notin \lambda }\{\sum _{i\in \lambda }{|{\boldsymbol {a}}_{i}^{\boldsymbol {T}}{\boldsymbol {a}}_{j}|}\}\}}
که در آن {\displaystyle {\boldsymbol {a}}_{k}} ستون (اتم)های مجموعهٔ {\displaystyle {\boldsymbol {A}}}هستند.